# Холоко
Холоко је палочко (данас етнографско) село у Мађарској Ноградској жупанији, око 91 километар од Будимпеште, смештено је у долини испод ниског планинског ланца Черхат. Према попису из 2015. год. имало је 329 становника на подручју од 5,18 км² (72,6/км²). Поштански број села је 3176, а позивни број 32.
Његово име на мађарском значи "гавран-камен". Свој развој доживљава током 17. и 18. века, а УНЕСКО га је 1987. прогласио светском баштином.
Куће у селу смештене су уз једину и главну улицу, камених темеља, свака са неколико просторија у низу: спаваћа соба, кухиња и остава. Кровови су на две воде и украшени забатима. У селу се налази 58 кућа, неколико музеја (Babamúzeum или музеј лутака, сеоски музеј или Falumúzeum и Postamúzeum) католичка црква и каштел Холоко, изграђен у 13 веку.
Сваког последњег викенда у јулу одржава се палочки фолклорни фестивал (Palóc Szőttes Fesztivál), а друге недеље у септембру винска парада.

## Галерија
- Тврђава Холоко
- Улица Лајоша Кошута
- Жупанијска црква св. Мартина
- Палочки фолклорни фестивал

## Спољашне везе
- Фотографије из ваздуха: Холоко